# قامدو
قامدو أو كامدو أو تشامدو هي مدينة في منطقة التبت المتمتعة بالحكم الذاتي من جمهورية الصين الشعبية، وتُعتبر ثالث أكبر مدينة في منطقة التبت بعد كل من لاسا وشيغاتسي.

## النقل والمواصلات

### النقل الجوي
يخدم المدينة مطار كامدو بامدا، والذي افتتح في سنة 1994.